# یواس‌اس برایت (آی‌ایکس-۱۶۱)
یواس‌اس برایت (آی‌ایکس-۱۶۱) (به انگلیسی: USS Barite (IX-161)) یک کشتی بود که طول آن ۳۶۶ فوت ۴ اینچ (۱۱۱٫۶۶ متر) بود. این کشتی در سال ۱۹۴۴ ساخته شد.